# Hendrika Johanna van Leeuwen

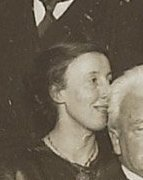
Hendrika Johanna van Leeuwen (1925)

Hendrika Johanna van Leeuwen (La Haya, 3 de julio de 1887 - Delft, 26 de febrero de 1974) fue una física neerlandesa conocida por sus contribuciones a la teoría del magnetismo.  
Van Leeuwen estudió en la Universidad de Leiden con la dirección de Hendrik Antoon Lorentz, donde obtuvo su doctorado en 1919.  En su disertación explicó por qué el magnetismo es esencialmente un efecto mecánico cuántico, hoy en día conocido como teorema de Bohr-van Leeuwen.

## Carrera
Durante y después de su doctorado, trabajó como maestra en escuelas secundarias  .
En septiembre de 1920, fue asistente de investigación en la Universidad Tecnológica de Delft, donde continuó estudiando fenómenos magnéticos. Desarrolló un modelo para reducir la permeabilidad en metales ferromagnéticos, que a diferencia de los modelos propuestos anteriormente, correspondía a los datos medidos experimentalmente. Hizo una presentación sobre este tema en una conferencia sobre ferromagnetismo en abril de 1947 en Delft.
Justo después de la Segunda Guerra Mundial, a la universidad le resultó difícil reclutar maestros. Van Leeuwen se benefició de esta escasez y en abril de 1947 fue promovida a profesora de física teórica y aplicada. Le seguirán otras dos mujeres: Antonia Korvezee en 1948 en química y Jentina Leene en 1949 en tecnología de fibra.
Van Leeuwen se retiró en 1952. En 1960, se mudó a Huyse van Sint Christoffel, una casa de retiro para mujeres en el centro de Delft, donde vivió hasta su muerte en 1974.